# Font capacitiva

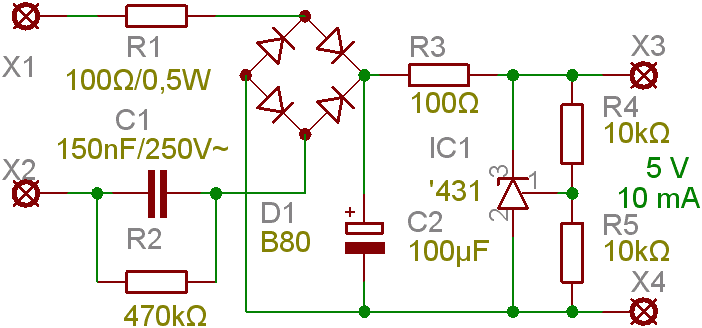
esquema de base i exemple de dimensionament

Una font d'alimentació capacitiva és una font que utilitza la reactància d'un condensador per tal de reduir la tensió de línia fins a un voltatge més baix. Tenen dues limitacions importants: La primera, que per les prestacions demanades al condensador es poden utilitzar només per alimentacions de baixa potència. La segona és que per raó de la falta d'aïllament elèctric, el circuit d'utilització ha d'estar encapsulat per evitar el contacte directe amb les persones.

## Estructura
Una font d'alimentació capacitiva consta d'un condensador  C1, que amb la seva reactància limita el corrent que passa pel pont rectificador  D1. Per protegir-se contra pics de tensió durant les operacions de commutació, té una resistència  R1 connectada en sèrie. Un condensador electrolític C2  suavitza la tensió de CC i dels pics de corrent (en el rang d'amperes) en les operacions de commutació. A continuació hi ha un regulador de baixa caiguda de tensió, que consisteix en una resistència limitadora de corrent  R3 i un regulador lineal  IC1. Si l'estabilitat de voltatge no és molt important pot ser utilitzat un díode Zener.

## Exemple

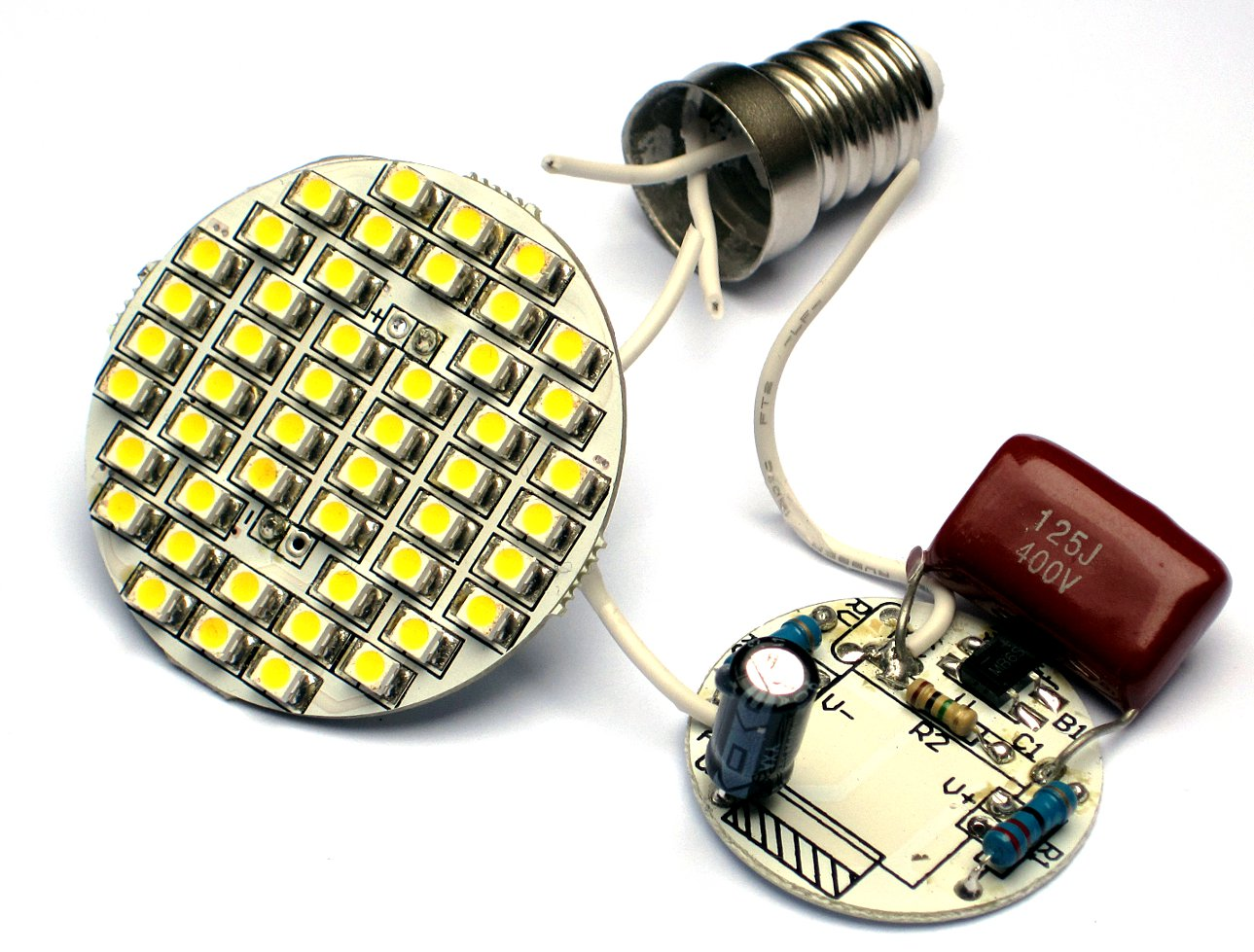
llum de 48 LED - 3W/230V

Canviant l'exemple triat a l'esquema per un condensador de 330 nF, pot subministrar un corrent de 20 mA., això permet alimentar fins a 48 LEDs de color blanc (per exemple, 3,1 V/20mA/20000mcd) - que se subministren connectats en sèrie. La imatge, en canvi, mostra la part oberta d'un llum LED de 48-díodes. El condensador d'1,2 UF té una reactància de 2,6 kOhm que limita el corrent a 90 mA. Els LED, estan en paral·lel amb el condensador d'electrolític filtre de 10μF. Les 4 branques amb 12 LEDs consumeixen al voltant de 20 mA cada una. Els díodes limiten la tensió al voltant de 40V per branca. Atès que el circuit està connectat directament a la xarxa sense aïllament galvànic, cal un interruptor diferencial com a protecció de qualsevol circuit que utilitzi aquest tipus de làmpada LED.